# Grupo Folclórico Ucraniano Dunay (Brasil)
El Grupo Folclórico Ucraniano Dunay es una asociación cultural sin fines de lucro de la ciudad de Río Azul, en Brasil.
Pertenece a la Parroquia Santa Terezinha do Menino Jesús de la Iglesia greco-católica ucraniana. Cuenta con más de 30 miembros distribuidos en dos grupos: niños y adultos.
A diferencia de los cuerpos de ballet de otras comunidades, una particularidad destacada entre los ucranianos es que casi todos sus ballets están vinculados y administrados por las iglesias. Esta organización se percibe como la forma más adecuada de mantenerlos, evitando la influencia de intereses particulares. En cada festividad o evento religioso, cívico o político, los integrantes del ballet participan vistiendo trajes tradicionales y portando estandartes que reflejan su afiliación.
En idioma ucraniano, Dunay (Дунай) hace referencia al río Danubio, uno de los cauces de agua más importantes de Europa que atraviesa varios países y tiene un significado cultural e histórico relevante en Ucrania y otras regiones.
Tuvieron a su cargo la organización de dos ediciones del Festival Nacional de Danzas Ucranianas en los años 2006 y 2017.

## Historia
El grupo surgió en 1985 por iniciativa de ocho jóvenes de Río Azul, en el estado brasileño de Paraná, que no tenían conocimientos en danzas. 
Los jóvenes decidieron viajar hasta União da Vitória donde recibieron ayuda y entrenamiento por parte del Grupo Folclórico Ucraniano Kalena. Por su parte, el Grupo Folclórico Ucraniano Barvinok de Curitiba les prestó sus primeros trajes típicos.
Algunos años después, una estudiante de intercambio de Canadá, con ascendencia ucraniana, conocía algunas danzas y también enseñó las coreografías a los integrantes. La mayoría de ellos eran agricultores y se reunían una vez por semana a ensayar. Algunos miembros debían caminar más de 12 kilómetros para poder ensayar.
En 1989 pudieron tener su primera presentación, evento marcó también la fundación oficial del grupo.
El grupo participa activamente en cada edición del Festival Nacional de Danzas Ucranianas, evento que nació para preservar las tradiciones culturales y fomentar la integración entre los grupos folclóricos. Se realiza cada año en diferentes ciudades del sur de Brasil.
En sus primeras ocho ediciones, el evento se llamó Festival Nacional de Danza Ucraniana Hopak, ya que todos los grupos presentaban esta danza emblemática. A partir de 2002, pasó a denominarse Festival Nacional de Danzas Ucranianas, permitiendo que cada grupo presente diferentes danzas representativas de diversas regiones de Ucrania, ofreciendo un espectáculo variado y culturalmente enriquecedor.